# Unrequited
Unrequited är ett musikalbum av Loudon Wainwright III lanserat 1975. Det var hans femte album och det sista han gjorde för skivbolaget Columbia Records innan han bytte till Arista. Albumets sju första låtar är inspelade i studio medan de sju avslutande är inspelade vid en konsert på The Bottom Line i New York.

## Låtlista
1. "Sweet Nothings" – 2:47
2. "The Lowly Tourist" – 3:28
3. "Kings And Queens" – 2:21
4. "Kick In The Head" – 2:49
5. "Whatever Happened To Us" – 2:02
6. "Crime Of Passion" – 3:01
7. "Absence Makes The Heart Grow Fonder" – 2:28
8. "On The Rocks" – 3:15
9. "Guru" – 2:16
10. "Mr. Guilty" – 3:25
11. "The Untitled" – 2:58
12. "Unrequited To The Nth Degree" – 3:59
13. "Old Friend" – 2:53
14. "Rufus Is a Tit Man" – 2:28

## Listplaceringar
- Billboard 200, USA: #156[1]